# Куделин
Ку̀делин е село в Северозападна България, община Брегово, област Видин.

## География
Село Куделин се намира на около 27 km северозападно от областния център град Видин и 5 km север-североизточно от общинския център град Брегово. На около 2 km западно от Куделин тече река Тимок, по която минава държавната граница с Република Сърбия. На около 2 km северно от селото река Тимок се влива в река Дунав, по която минава държавната граница с Румъния. Село Куделин е разположено върху равен терен; надморската височина в центъра на селото е около 48 m.
През Куделин минава третокласният републикански път III-122, който започва от град Брегово и през селата Балей, Куделин, Връв, Ново село, Флорентин и други води до град Видин.
Етническият състав на населението на село Куделин по численост и дял на етническите групи според преброяването през 2011 г. е:
| Етнически групи     | Численост | Дял (в %) |
| Общо                | 385       | 100       |
| Българи             | 370       | 96,10     |
| Турци               | 0         | 0         |
| Цигани              | ...       | ...       |
| Други               | 12        | 3,12      |
| Не се самоопределят | ...       | ...       |
| Не отговорили       | 2         | 0,52      |

Към 15 март 1924 г. в село Куделин има регистрирани: 187 души по постоянен адрес; 204 души по настоящ адрес; 164 души по постоянен и настоящ адрес в същото населено място.
Числеността на населението на село Куделин по данните от преброяванията от 1934 г. насам се променя както следва:
| \| Година на преброяване \| Численост \| \| --------------------- \| --------- \| \| 1934 \| 433 \| \| 1946 \| 447 \| \| 1956 \| 417 \| \| 1965 \| 499 \| \| 1975 \| 596 \| \| 1985 \| 569 \| \| 1992 \| 511 \| \| 2001 \| 405 \| \| 2011 \| 385 \| \| 2021 \| 187 \| |           |
| Година на преброяване | Численост |
| 1934 | 433       |
| 1946 | 447       |
| 1956 | 417       |
| 1965 | 499       |
| 1975 | 596       |
| 1985 | 569       |
| 1992 | 511       |
| 2001 | 405       |
| 2011 | 385       |
| 2021 | 187       |

## История
Селото – до 1878 г. в Османската империя, след края на Руско-турската война 1877 – 1878 г. попада в Княжество България под името Влашка Раковица. Преименувано е на Куделин през 1934 г., на името на единия от двамата братя боляри – Дърман и Куделин, владели Браничевската област към края на 13 век.
Начално училище „Христо Ботев“ в село Влашка Раковица (Куделин) е основано през 1890 г. и обучението на учениците е провеждано в частни къщи. В началото учениците посещават училището в село Балей при първия там учител Йон Димитров Димов. През 1877 г. същият учител преподава на учениците от селата Балей и Куделин в село Кобишница, Неготинско в Сърбия, а по-късно до 1885 г. – в къщата на Гочо Бацанов от село Балей. Същата година със средства на местното население от двете села Куделин и Балей е построена училищна сграда в село Балей. През 1890 г. учениците от Куделин започват обучение в селото си от учителя Стефан Терзийски – в частни къщи до 1938 г., когато е построена нова училищна сграда. Основната дейност на училището тогава е да ограмотява и образова децата в селото и да просвещава местното население.
Дом „Социални грижи“ за мъже с умствена изостаналост е открит на 28 август 1961 г. в Куделин – на около 1,5 km североизточно извън селото. Първоначално е ползвана приспособената полуразрушена сграда на бившата гранична застава. От май 1965 г. се променя профилът на дома и към него се насочват работоспособни лица с умерена умствена изостаналост. За нуждите на дома по-късно е построена нова триетажна сграда и няколко допълнителни помещения за работилници. Физическото състояние на домуващите позволява включването им в различни трудови дейности: леярство, дървообработване, производство на циментови блокчета, плетене на оградна мрежа, животновъдство и земеделие. Домуващите получават по определен ред заплащане съобразно вложения труд. Извършва се разностранна терапевтична дейност, социална, образователна и културна дейност. Наименованието на дома неколкократно се променя. От месец февруари 2011 г. домът има юридическа самостоятелност. За подобряване на материалната база през годините са извършвани строителни и ремонтни дейности. Домът действа до ноември 2021 г., когато от него са изведени и последните домуващи и той е закрит.
При избухването на Балканската война в 1912 г. един човек от Влашка Раковица е доброволец в Македоно-одринското опълчение.

## Обществени институции
Куделин е център на кметство Куделин.
Православният храм „Възнесение Господне“, разположен в крайния северозападен поземлен имот в селото, в местността Яса̀ци, действа само на големи религиозни празници.

## Местности
Землището на село Куделин включва 6 местности:
- Пагони грандо маре;
- Уния Барни;
- Погоне;
- Ясаци;
- Татари;
- Ливадите.